# Celia Bustamante
Celia Bustamante Vernal (14 de abril de 1910 - Barranca, 1973) fue una maestra y educadora peruana que gestionó junto con su hermana Alicia Bustamante la peña Pancho Fierro entre 1936 y 1967. Además, fue la primera esposa del escritor peruano José María Arguedas.

## Biografía
Celia Bustamante fue la menor de siete hermanos. Sus padres fueron Carlos Bustamante y Gandarillas y Josefina Vernal. La familia Bustamante Vernal era conocida por sus antepasados, donde contaban héroes y políticos peruanos. Según la investigadora Carmen María Pinilla, esto constituía el capital social y simbólico que les permitía moverse en las altas esferas en Lima. Además, agrega que su cercanía con la izquierda les permitió acceder al poder durante el gobierno de Manuel Prado.
Celia y su hermana Alicia, desde temprana edad, mostraron su simpatía por la causa socialista, que en ese tiempo estaba enlazada a la causa campesina por la tierra y al movimiento indigenista gracias a la labor que realizó el intelectual José Carlos Mariategui. Como parte de su labor y apoyo a la causa socialista, ambas hermanas participaron en un grupo de asistencia a los presos políticos del gobierno de Oscar R. Benavides llamado "Socorro Rojo".    
Durante esta labor, Celia y Alicia asistieron a los presos políticos de el Sexto, entre ellos a José María Arguedas, que pasó ocho meses en esta cárcel por su apoyo al Comité de Apoyo a la República Española. Durante estos meses, afloró la relación sentimental entre el escritor y Celia Bustamante. A los pocos meses de salir de la cárcel, Celia y José María se casaron en Sicuani, el 30 de junio de 1939. André Alencastre fue el padrino y testigo de la boda. Celia acompañó a Arguedas en sus años como maestro en la escuela Pumacahua en dicha ciudad.      
Al regresar a Lima, en 1942, Celia obtuvo un trabajo como educadora infantil en el Jardín de Infancia N.°1, dirigido por Emilia Barcia Bonifatti, subjefa de Educación Preescolar. Ahí, según el testimonio de Nita Zapata Bustamante y Víctor Bustamante Moscoso, sobrinos de Celia y Alicia, Celia enseñaba gimnasia en dicho jardín. Además, siguió un curso de especialización con el que obtuvo el título a nombre de la Nación de "Maestra especializada en Educación Infantil". En 1943, ingresaría al magisterio público, periodo en el que percibió el sueldo de 350 soles. Asimismo, trabajó en el colegio Melitón Carbajal, donde también dictó cursos de gimnasia rítmica, artes y manualidades. En 1946, el Ministerio de Educación le asignó la labor de inspección en las escuelas infantes de Ayacucho y Huanta. Como resultado de esta labor, Celia Bustamante presentó un informe al director de Educación Común, donde daba recomendaciones para mejorar estas instituciones.

## Colaboradora en la gestión de la peña Pancho Fierro
En paralelo con estas actividades, Celia apoyaba a su hermana Alicia en las actividades de la peña Pancho Fierro. José María Arguedas, su esposo, también fue un fuerte colaborador en la gestión de las reuniones y tertulias organizadas en la peña. En la peña ellas se encargaban de organizar las reuniones, preparar viandas y bebidas para los invitados y administrar los gastos de la peña. Asimismo, juntas, aunque principalmente Alicia, se dedicaron a generar una colección de piezas de arte popular que eran exhibidas en la peña.        
El trabajo realizado en la gestión de la peña resulta fundamental, pues fue un lugar base para el desarrollo de la literatura y pintura peruana del siglo XX. Aunque no existen registros concretos de los asistentes a la peña durante los treinta años de su existencia. se sabe que en ella confluyeron personajes del medio artístico e intelectual. Algunos de los primeros asistentes habrían sido José Sabogal, Julia Codesido, José María Arguedas, Emilio Adolfo Westphalen, Teresa Carvallo, Manuel Moreno Jimeno, Carmen Saco, María Wiesse, Luis E. Valcárcel y el mexicano Moisés Sáenz. Posteriormente concurrirían una serie de intelectuales y artistas como Paul Rivet, Pablo Neruda, Rafael Alberti, David Alfaro Siqueiros y en los años cuarenta asistirían jóvenes artistas como Fernando de Szyszlo, Jorge Eduardo Eielson, Javier Sologuren, Sebastián Salazar Bondy y Blanca Varela.
       

Blanca Varela recuerda la peña y a Arguedas en la peña de la siguiente manera:       
"Sebastián Salazar Bondy, de quien me hice amiga en la Universidad de San Marcos, me llevó a la peña Pancho Fierro. Fue una experiencia increíble. Me vi trasladada de una casa muy enquistada de algo muy limeño, muy criollo, algo limitada, sin duda, a un mundo nuevo y mayor: el mundo del Perú. Creo que el personaje más importante para mí en ese momento, aunque aún no me diera mucha cuenta de que tal cosa ocurriera, fue Arguedas. El abrió una compuerta curiosa, para mí en particular, y creo que también para otras gentes más evolucionadas y mayores que yo, personas que sabían que existía ese otro Perú que no era Lima ni el barrio en que vivías ni las familias que conocías ni los cuatro nombres que se barajaban en los periódicos, sino que era un mundo que siempre había sido considerado como algo un tanto folclórico y pintoresco, y esto por una lejanía totalmente cultural."
Así, la peña también recibió a artistas populares como al retablista Joaquín López Antay, a los imagineros cusqueños Hilario y Georgina Mendivil o a los buriladores de mates de Cochas, Junín, Catalina Zanabria y Eulogio Medina.
Lamentablemente, la peña llegó a su fin luego de numerosos intentos por parte de las hermanas Bustamante y otros allegados a la peña por rescatarla. En 1963 la Beneficencia de Lima vendió el local de la Plazuela San Agustín donde se organizaban las reuniones de la peña. Con solo su jubilación para mantener la peña y sin local, las reuniones dejaron de realizarse en 1967.

## José María en la vida de Celia
Finalmente, Celia fue indispensable para el desarrollo de la carrera como escritor y antropólogo de José María Arguedas, pues además de su papel como gestora de la peña, dedicó su vida a apoyar la labor artística y cultural de su esposo. Según el testimonio de Cecilia Bustamante, sobrina también de Celia, esta se dedicaba a escribir a máquina los manuscritos que José María hacía a mano. Ella habría realizado la corrección ortográfica y hecho sugerencias de estilo a los manuscritos del escritor. Asimismo, como lo demuestran las cartas compiladas en el libro "Apuntes inéditos: Celia y Alicia en la vida de José María Arguedas", Celia motivaba a Arguedas a expresar sus ideas sobre el arte popular y publicarlos en la prensa escrita.
Celia Bustamante y José María Arguedas se divorciaron en 1965.       